# Метрички простор
У математици, метрички простор је скуп на коме је дефинисан појам раздаљине (метрика) између елемената скупа. Метрички простор који највише одговара нашем поимању простора је 3-димензиони еуклидски простор. Еуклидска метрика овог простора дефинише раздаљину између две тачке као дужину праве линије која их спаја. Геометрија простора зависи од изабране метрике, и коришћењем неке друге метрике можемо да конструишемо интересантне нееуклидске геометрије попут оних које се користе у општој теорији релативности.
Метрички простор индукује тополошка својства попут отворних и затворених скупова која воде у изучавање још апстрактнијих тополошких простора.

## Историја
Морис Фреше је увео метричка поља у свом раду Sur quelques points du calcul fonctionnel из 1906. године.

## Дефиниција
Метрички простор је пар (M, d) где је M скуп а d је метрика на M, то јест функција
{\displaystyle d:M\times M\rightarrow \mathbb {R} }
таква да
1. (ненегативност)
2. ако и само ако
3. (симетрија)
4. (неједнакост троугла).

Функција d се такође назива функцијом раздаљине или просто раздаљином. Често се d изоставља, и пише се само M за метрички простор ако је из контекста јасно која метрика се користи. Уклањање једног или више од горенаведених услова даје псеудометрички простор, квазиметрички простор, хемиметрички простор, семиметрички простор или најопштије праметрички простор.
Први од ова четири услова у ствари следи из остала три, јер:
Исправније је рећи да је ово својство метричког простора, али је у многим уџбеницима укључено у дефиницију.
Неке дефиниције захтевају да M буде непразан скуп.

### Метрички простори као тополошки простори
Посматрање метричког простора као тополошког простора је толико конзистентно да се ради готово о делу дефиниције.
Око било које тачке -{x} у метричком простору M дефинишемо отворену куглу полупречника  око x  као скуп
.
Ове отворене кугле генеришу топологију на M, што га чини тополошким простором. Експлицитно, подскуп од M се назива отвореним ако је унија (коначно или бесконачно много) отворених кугли. Комплемент отвореног скупа се назива затвореним.
Како су метрички простори тополошки простори, јавља се појам непрекидне функције између метричких простора. Ова дефиниција је еквивалентна уобичајеној епсилон-делта дефиницији непрекидности (која се не односи на топологију), и такође се може директно дефинисати помоћу лимеса низова.

## Примери метричких простора
- Реални бројеви са функцијом раздаљине  дате апсолутном вредношћу, и општије еуклидски n-простор са еуклидском раздаљином, су комплетни метрички простори.
- Рационални бројеви са истом функцијом раздаљине такође чине метрички простор, али он није комплетан.
- Хиперболички простор.
- Сваки нормирани векторски простор је метрички простор дефинисањем  (Ако је такав простор комплетан, онда се зове Банахов простор).
- Дискретна метрика, где је d(x,y)=1 за све x различите од y и d(x,y)=0 у супротном, је прост али важан пример, и може се применити на све непразне скупове. Ово такође показује да се са сваким непразним скупом може повезати метрички простор.
- Левенштајново растојање, (едит растојање) је мера различитости између две ниске u и v. Растојање је минимални број брисања, уметања и замене карактера, неопходних да би се ниска u трансформисала у ниску v.
- Ако је M повезана Риманова многострукост, онда можемо да претровимо M у метрички простор дефинисањем раздаљине између две тачке као инфимум дужина путања (непрекидно диференцијабилних кривих) које их повезују.
- Ако је G неусмерен повезан граф, тада скуп чворова V из G може да се претвори у метрички простор дефинисањем d(x, y) као дужине најкраћег пута који повезује чворове x и y.
- Ако је дата инјективна функција f из било ког скупа A у метрички простор (X,d), d(f(x), f(y)) дефинише метрику на A.
- Скуп свих n са m матрица над коначним пољем је метрички простор у односу на ранг дистанцу d(X,Y) = rang(Y-X).